# Liceo Militar General Gregorio Aráoz de Lamadrid
El Liceo Militar «General Gregorio Aráoz de Lamadrid» (LMGAL) es un instituto preuniversitario de educación militar del Ejército Argentino con sede en Tucumán y con dependencia orgánica de la Dirección General de Educación a través de la Dirección de Educación Preuniversitaria del Ejército.

## Historia
La creación del instituto se produjo el día 2 de noviembre de 1979 bajo la denominación de «Liceo Militar Tucumán». En el año 1980 se cambió el nombre a «Liceo Militar “General Gregorio Aráoz de Lamadrid”». El instituto está ubicado en la ciudad de San Miguel de Tucumán, y se estableció con el fin de satisfacer las necesidades de educación del noroeste argentino.
Las instalaciones del Liceo fueron declaradas Patrimonio Histórico Provincial en marzo de 2004.

## Patrón
Gregorio Aráoz de Lamadrid fue un general argentino nacido en San Miguel de Tucumán que luchó en la guerra de la Independencia Argentina y en las guerras civiles argentinas.